# 近湖街道
近湖街道是中华人民共和国江苏省盐城市建湖县下辖的一个街道办事处。
2014年2月19日，江苏省人民政府批复同意撤销近湖镇，以原近湖镇的先锋、管舍、镇西、黄桥、桥东、季埝、徐东、沈舍、建北、城北、西苑、花园、神台、近湖、城南等15个居委会和裕丰、太平、东冯、唐东、蔡徐、镇北、西葛、镇南、高桥等9个村委会区域，设立近湖街道办事处，街道办事处驻汇文东路889号。

## 行政区划
近湖街道下辖以下村级行政区划单位：
桥东社区、城南社区、管舍社区、先锋社区、沈舍社区、神台社区、镇西社区、花园社区、西苑社区、徐东社区、黄桥社区、建北社区、季堰社区、城北社区、近湖社区、裕丰村、太平村、东冯村、塘东村、蔡徐村、镇北村、西葛村、镇南村和高桥村。

## 交通
- 新长铁路：建湖站